# Problème de dissection
Pour les articles homonymes, voir Dissection (homonymie).
Un problème de dissection consiste, en géométrie, à chercher un découpage d'une figure géométrique, par exemple, un polytope ou une boule, de sorte à pouvoir recoller les morceaux en une autre figure donnée d'aire ou de volume égal - ou plus généralement, de même mesure.
On appelle alors ce découpage une dissection, par exemple d'un polytope en un autre polytope.
En général, on s’intéresse aux dissections ne comportant qu'un nombre fini (voir minimal) de morceaux, et, dans le contexte de cet article, à des morceaux ayant des formes assez régulières (analogues à la forme de départ, par exemple), contrairement aux morceaux utilisés dans le paradoxe de Banach-Tarski.

Dissection de Dudeney d'un triangle équilatéral en carré

Il est établi, par le théorème de Wallace-Bolyai-Gerwien, que pour tout couple de polygones de même aire, on peut trouver une dissection (polygonale) du premier en le second. Cependant, la même affirmation est fausse pour les polyèdres en général : il en existe qui ont le même volume sans pour autant qu'on puisse trouver de dissection (polyédrique) de l'un en l'autre (c'est le troisième problème de Hilbert).
On retrouve néanmoins la possibilité de changer n'importe quelle figure en une autre de même volume si les figures qu'on considère ont même invariant de Dehn, par exemple des zonoèdres.
Une dissection en triangles de mêmes aires s'appelle une équidissection. La plupart des polygones n'en possèdent pas, et quand il en existe, elles sont souvent soumises à d'importantes restrictions ; ainsi, le théorème de Monsky affirme qu'il n'existe pas d'équidissection d'un carré en un nombre impair de triangles.